# فرانك غرير
فرانك غرير (بالإنجليزية: Frank Greer)‏ هو مجدف أمريكي، ولد في 26 فبراير 1879 في East Boston ‏ في الولايات المتحدة، وتوفي في 7 مايو 1943 في وينثروب ‏ في الولايات المتحدة.

## وصلات خارجية
- فرانك غرير على موقع الاتحاد الدولي للتجديف (الإنجليزية)
- فرانك غرير على موقع اللجنة الأولمبية الدولية (الإنجليزية)
- فرانك غرير على موقع أوليمبيديا (الإنجليزية)